# Општина Алимпешти (Горж)
Алимпешти (рум. Alimpeşti) општина је у Румунији у округу Горж.
Oпштина се налази на надморској висини од 372 m.